# John Craven Westenra
John Craven Westenra (* 31. März 1798; † 5. Dezember 1874) war ein britischer Politiker.
Er war das fünfte Kind von Warner William Westenra, 2. Baron Rossmore und dessen Frau Mary Anne Walsh. Henry Westenra, 3. Baron Rossmore war sein ältester Bruder.
Er diente in der British Army und erreichte den Rang eines Lieutenant-Colonel der Scots Fusiliers Guards. Als Wohnsitz erwarb er das Gut Sharavogue im King’s County.
Vom 6. Januar 1835 bis zum 7. Juli 1852 gehörte er als Abgeordneter für King’s County dem britischen House of Commons an. Bereits sein Vater war Abgeordneter im britischen und zuvor im irischen House of Commons gewesen. 1863 war erhielt er das Amt des High Sheriff des King’s County.
Westenra war zweimal verheiratet. In erster Ehe heiratete am 31. März 1834 Eleanor Mary Jolliffe († 1838). In zweiter Ehe heiratete er am 23. Juli 1842 Anne Daubuz († 1882). Aus zweiter Ehe hinterließ er eine Tochter, Mary Anne Wilmot Westenra († 1894), die 1867 Francis Hastings, 13. Earl of Huntingdon heiratete.